# Црква Светог Пантелејмона на Вучијој Луци
Црква Светог Пантелејмона је храм Митрополије дабробосанске који се налази у насељу Вучија Лука на територији општине Источни Стари Град. Градња храма Светог Варнаве је почела 2002. године.

## Опште информације
Црква Светог Пантелејмона, је једини објекат Српске православне цркве, на територији општине Источни Стари Град, град Источно Сарајево и центар је духовног живота, становника ове општине. Храм припада мокрањској парохији, коју чине села Хреша, Њеманица, Вучија Лука, Мразовац, Брезовице, Бјелогорци, Рогоушићи, Горње и Доње Сињево, Сумбуловац, Мокро, Романија, Јеловци, Прутине, Подградац, Крачуле, Кадино Село и Костреша. Црква се налази на 1280 метара надморске висине. Парохији цркве припада око 230 домаћинстава из 15-так села у Републици Српској и Федерацији БиХ. То су села Црни Врх, Долине, Дрљевац, Хреша, Блудна Раван, Брезовица, Бјелогорци, Мразовац, Зечја Глава, а села у Федерацији БиХ Нахорево, Мрковићи, Радава и Пољине.
Поред цркве, је изграђен парохијски дом, гдје се одржавају културне и спортске манифестације, које општина Источни Стари Град, организује. У склопу црквеног комплекса налази се и капела, подигнута у славу српским борцима палим у одбрани Републике Српске, са простора Источног Старог Града и околних села.